# Espreso
Espréso (tudi kratka kava, manj ustrezno ekspresna kava, italijansko caffè espresso ali samo espresso) je kava, ki je pripravljena s postopkom vodnega uparjevanja. 
Tak način pripravljanja kave se je začel v Italiji v začetki 20. stoletja, vendar so se šele po letu 1940 pojavili mehanski kavni aparati, ki so lahko paro skozi kavni filter spuščali pod pritiskom okrog 1 bara.